# Safar Iranpak
Safar Iranpak (in persiano: صفر ایرانپاک; Masjed-e Soleyman, 23 dicembre 1947 – 30 gennaio 2009) è stato un calciatore iraniano, di ruolo centrocampista.

## Carriera

### Club
Ha giocato per quasi 20 anni nel campionato iraniano, vincendolo tre volte.

### Nazionale
Con la maglia della nazionale ha vinto la Coppa d'Asia 1972.

## Palmarès

### Nazionale
- Coppa d'Asia: 1

1972